# تاریخ اسلام‌آباد

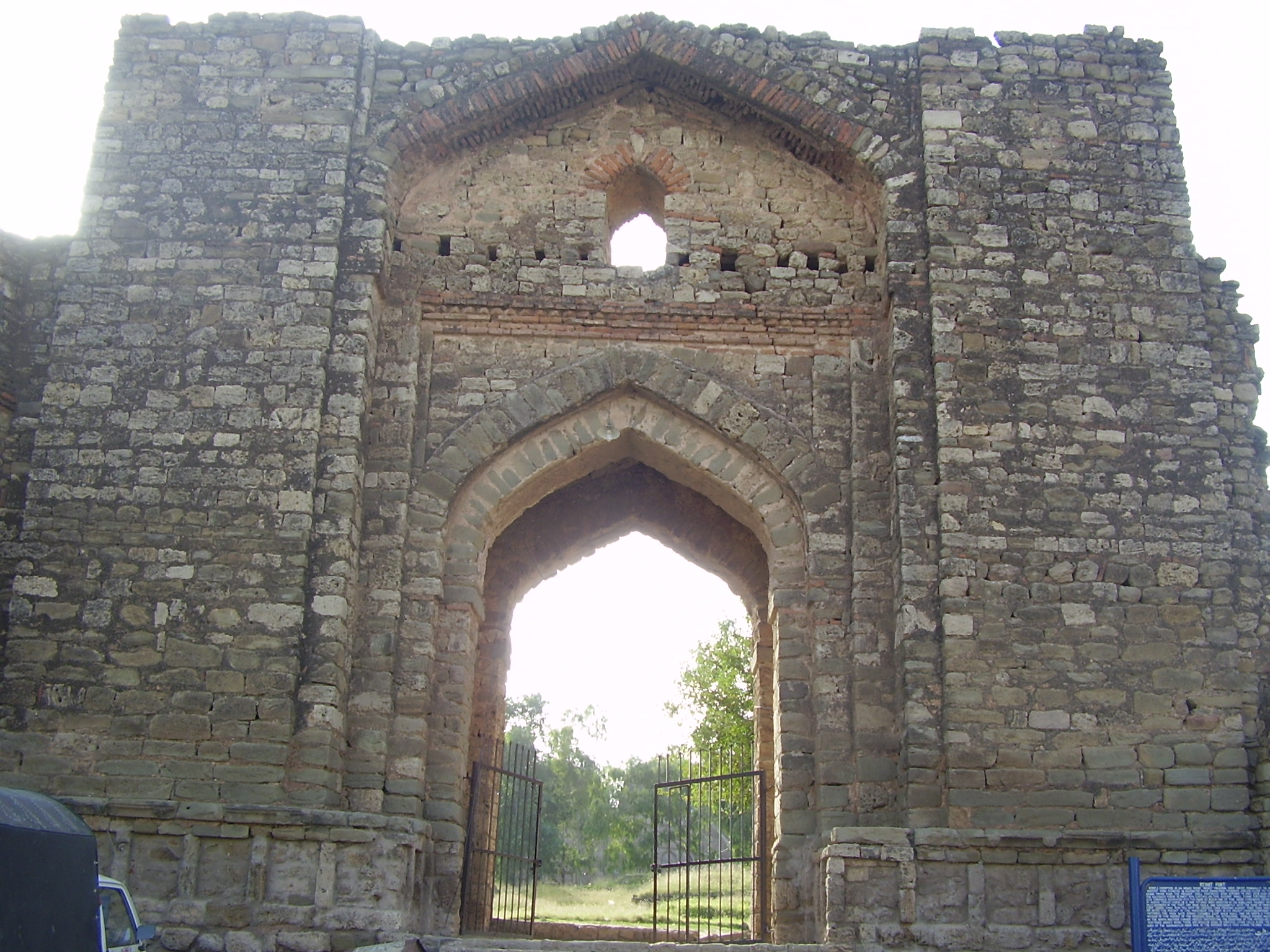

از زمان استقلال تا سال ۱۹۵۸ پایتخت پاکستان شهر کراچی در سند در منطقه جنوبی بوده‌است. گفته می‌شود که نگرانیها دربارهٔ تمرکز سرمایه و توسعه در آن شهر باعث شده ایده احداث شهری جدید در مکانی متفاوت مطرح شود. در سال ۱۹۵۸، طی دوره زمامداری رئیس جمهور پاکستان| رئیس جمهوری پاکستان ایوب خان، بلافاصله راولپندی در شمال به عنوان پایتخت دائمی برگزیده شد. پس از تقسیم هند، آوارگان مهاجر اردزبان در کراچی تجمع نمودند و به امر تصدی خدمات شهری پرداختند. در پرتو این مسئله، تصمیم بر آن شد که پایتخت جابجا شود. راولپندی به عنوان پایتختی موقت منظور شد، و کار بر روی پایتخت جدید از دهه ۱۹۶۰آغاز شد. 
طراحی و ساخت عمدتاً توسط یک طرح شهری یونانی به نام کنستانتینوس .ای. داکسیداس انجام گرفت. طرح وی حول احداث شهر به شکل بخش‌های (مختلف) می گشت که شامل چهار زیربخش بود که توسط کمربندهای سبز و پارکهایی از هم جدا می‌شد. تأکید قوی بر ایجاد فضای سبز و باز بود.
در سال ۱۹۶۷، پایتخت بطور رسمی از راولپندی به اسلام آباد منتقل گردید. این شهر به نواحی روستایی و شهری تقسیم شد. ناحیه شهری تحت اداره مقام توسعه پایتخت (CDA) بود، در حالی که مناطق روستایی به دوازده اتحادیه شورایی تقسیم گردید. در میان این اتحادیه‌های شورایی، اتحادیه شورایی کورال بزرگ‌ترین و توسعه یافته‌ترین اتحادیه شورایی است. 
زمانی که ساخت اسلام آباد پایان یافت، رشد آن کند بود، و دولت تا دهه ۱۹۸۰بطور کامل از راولپندی به اسلام آباد منتقل نشده بود. طی این زمان جمعیت پایتخت خیلی کم و حدود ۲۵۰هزار نفر بود. این جمعیت طی دهه ۱۹۹۰ با افزایش شدید جمعیت همراه بود که احداث بخش‌های جدید را ایجاب می نمود. مقام توسعه پایتخت (CDA) در ۱۴ ژوئن سال۱۹۶۰ ایجاد گردید (در ابتدا توسط حکم اجرائی صادره در ۲۴ ژوئن ۱۹۶۰ تحت عنوان نظام نامه پایتخت پاکستان و از سوی دستگاه اجرائی در۲۷ ژوئن، ۱۹۶۰ به وسیله مجلس ملی ابلاغ گردید) و وظیفه توسعه اسلام آباد علاوه بر ساختمانهای اصلی دولتی به آن تفویض می‌شد. بر طبق مقررات CDA وزارت کشور کلیه اعضای هیئت فرمانداران CDA را منصوب می‌کرد که در عوض همه مامورین CDA) در مشورت با وزارت کشور تحت فرمان آن‌ها قرار می‌گرفتند. CDA همچنین مسئول به جریان انداختن امور اسلام آباد و فراهم آورنده بیشتر خدمات شهری بود.
در ۸ اکتبر ۲۰۰۵، زلزله‌ای بخش‌های شمالی پاکستان را لرزاند و نیز در اسلام آباد حس شد. این زلزله برجهای مارگالا را که در بخش ۱۰- F قرار داشت، تخریب نمود. تحقیقات بعدی در مورد ساختمان تخریب شده نشان داد که این ساختمانها از جنس مصالح غیر استاندارد ساخته شده بودند. ساکنان این ساختمان‌ها شکایات متعددی را به مقام توسعه شهری ارسال نمودند که هیچ پاسخ رضایت بخشی از سوی آن فرستاده نشد. اخیراً، نخست وزیر پاکستان گفته‌است که کد جداگانه ساختمانی برای اسلام آباد اعمال می‌شود.